# Dachstein-Südwandbahn
| Dachstein-Südwandbahn | Dachstein-Südwandbahn                        |
| --------------------- | -------------------------------------------- |
|                       |                                              |
| Standort:             | Ramsau am Dachstein / Obertraun, Österreich  |
| Bauart:               | Pendelbahn                                   |
| Baujahr:              | 1969                                         |
| Berg:                 | Dachstein                                    |
| Talstation:           | 1702 m , unweit Türlwandhütte                |
| Höhendifferenz:       | 998 m                                        |
| Bergstation:          | 2700 m , am Hunerkogel                       |
| Streckenlänge:        | 2174 m                                       |
| Fahrdauer:            | 6 min                                        |
| Anzahl der Gondeln:   | 2 Stk.                                       |
| Anzahl der Stützen:   | 0 Stk.                                       |
| Kapazität:            | 43/55 Pers./Gondel, 395 Pers./Stunde         |
| Hersteller:           | VOEST-Alpine                                 |
| Betreiber:            | Planai-Hochwurzen-Bahnen Gesellschaft m.b.H. |
| Website:              | www.derdachstein.at                          |

Die Seilbahn Dachstein-Südwandbahn oder Dachstein Gletscherbahn, erschließt vom steirischen Ort Ramsau am Dachstein aus den südlichen Teil des Dachsteinmassivs, wo die Gipfelstation auf der Gemeindegrenze zu Obertraun, OÖ. liegt.

## Anlage
Die zweispurige Pendelbahn mit je einem Tragseil pro Spur führt ohne Stütze und mit einem Bodenabstand von bis zu 210 m über die Dachstein-Südwand zur Bergstation Hunerkogel, die genau auf der Landesgrenze Steiermark-Oberösterreich liegt. Die Seilbahn  befindet sich in der Sommer- und Wintersaison in Betrieb und war der Zubringer für das auf oberösterreichischer Seite liegende Skigebiet Dachsteingletscher, das in der Wintersaison 2022/2023 stillgelegt wurde. Die Seilbahn führt in die Kernzone des UNESCO-Welterbegebietes Hallstatt-Dachstein/Salzkammergut. Sie durchquert das Naturdenkmal Dachsteinsüdabsturz und Edelgrießgletscher, in das sie besonderen Einblick bietet.

## Geschichte

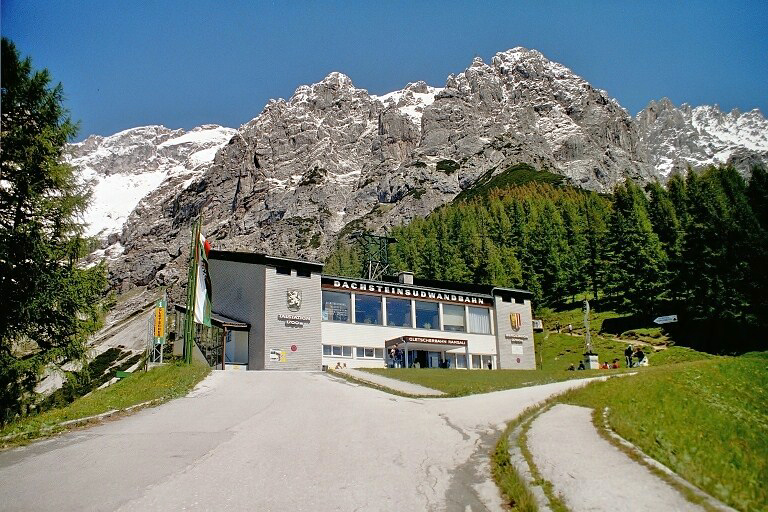
Talstation

Die Anfänge der Dachsteinerschließung begannen 1877 mit dem Bau der Simonyhütte. 1961 wurde die Dachsteinstraße von der Ramsau zur Türlwaldhütte gebaut. Die Straße war Voraussetzung für den späteren Bau der Dachstein-Südwandbahn. Der Bau der Pendelbahn dauerte von 1966 bis 1969. Die Talstation ist nur über die mautpflichtige Dachsteinstraße erreichbar.
Für die Bergstation am Hunerkogel musste der Gipfel des ursprünglich 2694 m hohen Berges weggesprengt werden. Der Gipfel neben der Station misst seither 2687 m. Da es auf dem Berg keine Stromversorgung gab, erfolgte der Antrieb mit Dieselmotoren.
Die Dachstein-Gletscherbahn war bis 2003 im Besitz der oberösterreichischen Dachstein Tourismus AG und wurde in diesem Jahr von der Planai-Hochwurzen-Bahn-Gesellschaft in Schladming übernommen, die auch die Bergbahnen Planai und Hochwurzen an der Südseite des Ennstals betreibt. Diese investierten nun viel in die Infrastruktur. So wurde noch im selben Jahr eine Stromleitung auf den Hunerkogel gelegt, sodass die Seilbahn 2004 auf elektrischen Antrieb umgebaut werden konnte.

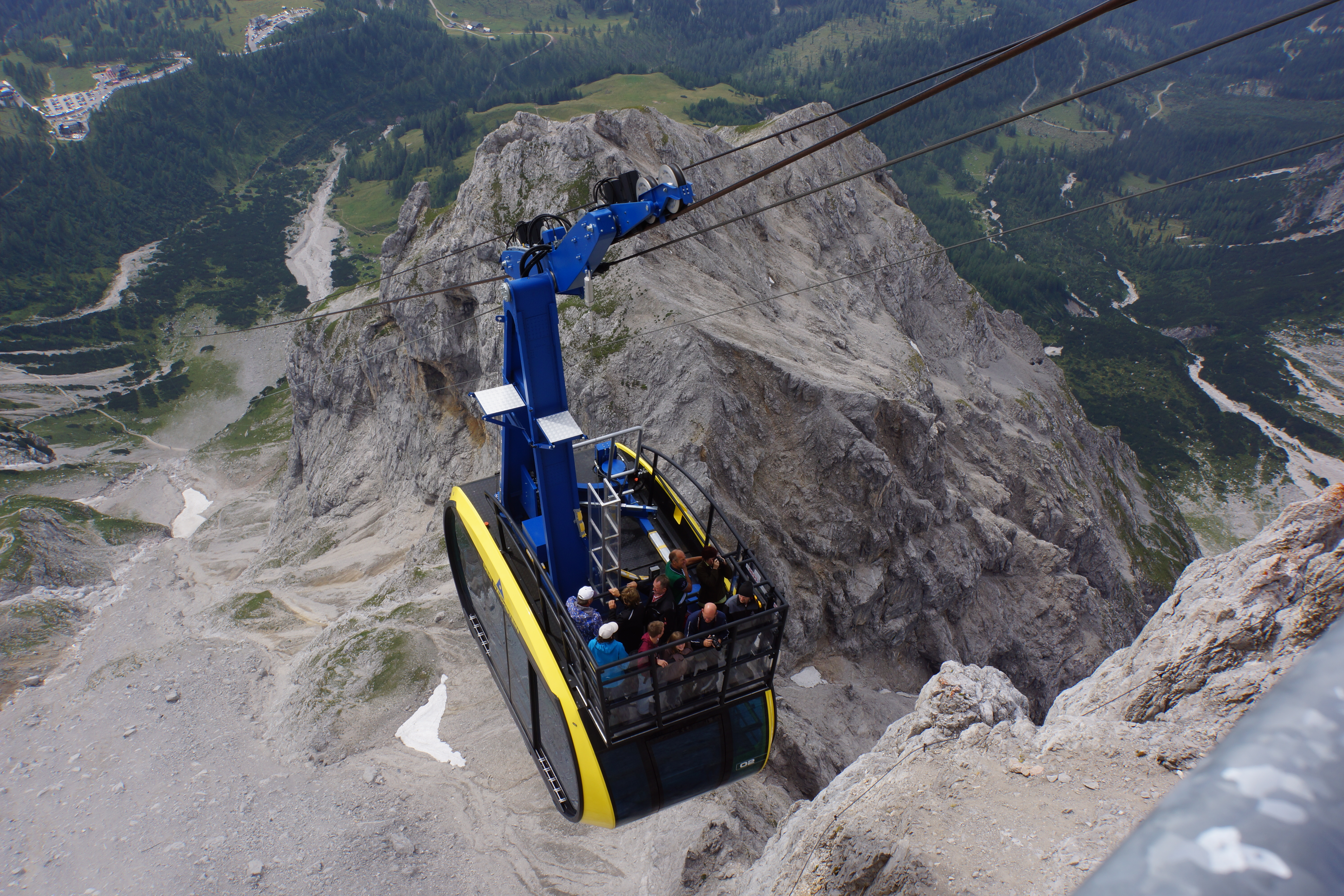
Panoramagondel mit Balkon (2013)

2010 wurde auf der Spur 2 ein neues Tragseil aufgelegt und dessen Grundspannung um 7 t auf 93 t erhöht. Am 18. Mai 2013 erhielt die Bahn neue rundum verglaste Gondeln von Carvatech, eine der beiden davon ist weltweit eine der ersten mit Balkon. Bei dieser besteht die Möglichkeit, bis zu zehn Personen auf dem Dach im Freien auf einem aufgesetzten, ebenfalls verglasten Balkon unterzubringen. Der Ein- und Ausstieg der Fahrgäste auf dem Balkon erfolgt über separate Treppen und Plattformen in den Stationen. Die Geschwindigkeit wurde von 36 km/h auf 43 km/h erhöht, die jetzt um 2,2 t schwereren Gondeln fassen jedoch nur mehr 50 bis 55 Personen (Kabine 2 mit Balkon) bzw. 43 Personen (Kabine 1 ohne Balkon); die Einbuße bei der Beförderungsleistung durch die kleineren Gondelkapazitäten konnte durch die Erhöhung der Fahrgeschwindigkeit teilweise kompensiert werden. Der Tragseildurchmesser beträgt 56 mm, derjenige des Zugseils 31 mm, der des Gegenseils 26 mm.

## Touristische Attraktionen
Direkt an der Bergstation wurde im August 2005 eine Aussichtsplattform, der Dachstein Skywalk, eröffnet.
Drei Gehminuten entfernt wurde 2007 der Dachstein-Eispalast in den Gletscher gebaut. Im Juli 2013 wurde eine 100 Meter lange Hängebrücke mit der Stiege ins Nichts, eröffnet – sie verbindet die Bergstation mit dem Eispalast.
2013 wurde weiterhin ein Rundweg um die Bergstation der Dachstein-Südwandbahn eingerichtet.
Im Juli und August werden frühe Auffahrten auf den Hunerkogel zum Sonnenaufgang angeboten, verbunden mit einem Frühstück im Restaurant der Bergstation. Im September und Oktober gibt es späte Talfahrten nach Sonnenuntergang.

## Bergsport
- Im Jahr 1982 wurde der Rosmariestollen durch den Koppenkarstein gebaut. Dieser bringt Wanderer und vor allem Skifahrer vom Schladminger Gletscher auf die Südseite zur Edelgrieß-Abfahrt, die eine hochalpine Skiabfahrt bis nach Ramsau ermöglicht.[11]
- Die Bergstation ist Ausgangspunkt für eine Vielzahl von Klettersteigen:[12] Der dortige Randkluftsteig ist der älteste Klettersteig der Welt (Schwierigkeit B, Dauer 4:00 h).[12] Der Klettersteig Irg 2 ist ebenfalls über die Grenzen Österreichs hinaus bekannt geworden (Schwierigkeit C/D, Dauer 5:00 h).[12]